# Marian Jankowski (franciszkanin)
Marian Henryk Jankowski OFM (ur. 22 lipca 1956 w Cielmicach, zm. 16 czerwca 2019 w Pszczynie) – polski teolog, franciszkanin, rektor Wyższego Seminarium Duchownego Braci Mniejszych w Katowicach w latach 1991–1998.

## Życiorys
Henryk Jankowski urodził się w Cielmicach, w rodzinie rolnika Feliksa i Małgorzaty z d. Mildner, 22 lipca 1956 roku. Miał trzech braci i dwie siostry. Został ochrzczony w kościele NSPJ w Paprocanach 5 sierpnia 1956 roku. W 1975 roku ukończył Technikum Przemysłu Spożywczego w Katowicach (Szopienice-Burowiec). Podjął pracę w zawodzie technika-cukiernika w Spółdzielni Spożywców „Społem” w Tychach.
W 1977 wstąpił do Zakonu Braci Mniejszych w prowincji Wniebowzięcia NMP w Katowicach. Postulat odbył w klasztorze w Kobylinie. Nowicjat rozpoczął w klasztorze w Osiecznej 4 września 1977, przyjmując imię zakonne Marian. Pierwsze śluby zakonne złożył na ręce prowincjała o. Damiana Szojdy 6 września 1978 roku.
W październiku 1978 rozpoczął studia filozoficzno-teologiczne w Wyższym Seminarium Duchownym Braci Mniejszych w Katowicach (Panewniki). Posługę akolity przyjął z rąk ministra generalnego o. Johna Vaughna. Śluby wieczyste złożył w kościele parafialnym w Cielmicach na ręce prowincjała o. Damiana Szojdy 31 stycznia 1982 roku. Święcenia diakonatu przyjął 30 marca 1983 roku. Po uzyskaniu tytułu magistra teologii przyjął święcenia kapłańskie w bazylice panewnickiej z rąk ordynariusza katowickiego bpa Herberta Bednorza 18 kwietnia 1984 roku. Następnie pracował w parafii w Katowicach-Panewnikach oraz w domu formacyjnym w klasztorze w Jarocinie.
W latach 1986–1990 o. Jankowski odbył studia doktoranckie z teologii pastoralnej na Katolickim Uniwersytecie Lubelskim. W 1990 obronił pracę doktorską na Wydziale Teologii KUL na podstawie dysertacji pt. Problem powołania w postulowanej katechezie młodzieży. W latach 1990–2001 wykładał pedagogikę i katechetykę w Wyższym Seminarium Duchownym Braci Mniejszych w Katowicach. W latach 1991–1998 był jego rektorem. W latach 1998–2012 mieszkał w klasztorze w Górkach Wielkich, od 2012 do śmierci w 2019 w klasztorze w Rybniku.
Wykładał na Uniwersytecie Śląskim (Wydział Etnologii i Nauk o Edukacji w Cieszynie, Instytut Nauk o Edukacji). Był członkiem komisji liturgicznych w diecezji katowickiej oraz diecezji bielsko-żywieckiej. O. Marian był spowiednikiem sióstr: elżbietanek w Katowicach, Zabrzegu i Wielowsi, sióstr Notre Dame w Katowicach-Brynowie i u sióstr Córek Bożej Miłości w Wojskach.
O. Jankowski zmarł w szpitalu w Pszczynie 16 czerwca 2019. Został pochowany w kwaterze franciszkanów na Cmentarzu Komunalnym przy ul. Panewnickiej w Katowicach.

## Publikacje
- W nurcie formacji katechetów, Katowice 2000.
- Problem wychowania w katechezie, Cieszyn 2001.
- Współczesna rodzina w myśli Jana Pawła II – zagrożenia i problemy, [w:] Rodzina dla Europy czy Europa dla rodziny?. Rodina pro Evropu nebo Evropa pro rodinu?, Oficyna Wydawnicza „Impuls”, Kraków 2006, ISBN 978-83-7308-665-4